# La Monte Young
La Monte Thornton Young (Bern, Idaho, 14 d'octubre de 1935) és un compositor i músic dels Estats Units, en general reconegut com el primer compositor minimalista. Les seves obres han estat incloses entre les obres més importants i radicals després de la Segona Guerra Mundial, qualificades com «avant-garde», música experimental o música drone. Tant les seves composicions proto-Fluxus com minimal posen en dubte la naturalesa i la definició de música i, sovint inclouen elements típics de les performances.
Nascut en una família mormona a Bern, Idaho, la seva família es va mudar diverses vegades en la seva infància mentre el seu pare cercava treball abans d'establir-se a Los Angeles, Califòrnia. Es va graduar a la John Marshall High School i va estudiar al Los Angeles City College, on va triomfar enfront d'Eric Dolphy en una audició de saxòfon per a la banda de jazz de l'escola. A l'ambient jazzístic de Los Angeles, va tocar al costat d'alguns músics notables com a Ornette Coleman, Don Cherry i Billy Higgins.

## Obres
Quan Young es va traslladar a Nova York en 1960, ja tenia una reputació com «enfant terrible» de l'avantguarda. Inicialment va desenvolupar una relació artística amb el fundador de Fluxus, George Maciunas (amb el que va publicar un text titulat An Anthology) i amb altres membres del mateix moviment. Yoko Ono, per exemple, va organitzar una sèrie de concerts a les golfes de la seva casa, i va absorbir, pel que sembla, la seva amb freqüència paròdica i política càrrega estètica. Les obres de Young d'aquesta època, anotades com textos-'haiku' (poema japonès de disset síl·labes repartides en tres versos de cinc, set i cinc), encara que conceptuals i extremes, no estaven destinades a ser merament provocatives, sinó més aviat oníriques.
Les seves Compositions 1960 inclouen una sèrie d'accions inusuals. Algunes d'elles són irrealitzables, però cada una examina deliberadament un motiu determinat sobre la natura de la música i de l'art i porta aquestes idees a l'extrem. Una instrueix: «traçar una línia recta i seguir-la» (draw a straight line and follow it.) una directiva que ell ha dit ha guiat la seva vida i la seva obra des d'aleshores. Una altra instrueix a l'executant per encendre un foc. Una altra afirma que «aquesta peça és un petit remolí en el mig de l'oceà» (this piece is a little whirlpool*out in the middle of the ocean). Una altra diu que l'executant ha d'alliberar una papallona a la sala. I una altra més desafia l'intèrpret a empènyer un piano a través d'una paret. Composition 1960 #7 va demostrar ser especialment pertinent per a les seves activitats futures: consistia en un B, un F#, i una cinquena justa, i la instrucció: «sosteniu-la llargament» (To be held for a long time).

## Llistat d'obres
- Scherzo in a minor (c. 1953), piano;
- Rondo in d minor (c. 1953), piano;
- Annod (1953–55), big band o conjunt de jazz;
- Wind Quintet (1954);
- Variations (1955), quartet de corda;
- Young's Blues (c. 1955–59);
- Fugue in d minor (c. 1956), violí, viola, violoncel;
- Op. 4 (1956), vent metall, percussió;
- Five Small Pieces for String Quartet, On Remembering A Naiad – 1. A Wisp, 2. A Gnarl, 3. A Leaf, 4. A Twig, 5. A Tooth (1956);
- Canon (1957), dos instruments qualssevol;
- Fugue in a minor (1957), quatre instruments qualssevol;
- Fugue in c minor (1957), orgue o clavecí;
- Fugue in eb minor (1957), vent metall o altres instruments;
- Fugue in f minor (1957), dos pianos;
- Prelude in f minor (1957), piano;
- Variations for Alto Flute, Bassoon, Harp and String Trio (1957);
- for Brass (1957), octet de vent metall;
- for Guitar (1958), guitarra;
- Trio for Strings (1958), violí, viola, violoncel;
- Study (c.1958–59), violí, viola [inacabat];
- Sarabande (1959), teclat, octet de metalls, quartet de corda, orquestra, altres;
- Studies I, II, and III (1959), piano;
- Vision (1959), piano, 2 metalls, flauta de bec, 4 fagots, violí, viola, violoncel, contrabaix, i fent servir un llibre de nombres aleatoris;
- [sense títol] (1959–60), sons friccionals en directe;
- [Untitled] (1959–62), improvisació jazz–bordó;
- Poem for Chairs, Tables, Benches, etc. (1960), cadires, taules, bancs, altres fonts sonores no especificades;
- 2 Sounds (1960), sons friccionals gravats;
- Compositions 1960 n. 2, 3, 4, 5, 6, 7, 9, 10, 13, 15 (1960), performance;
- Piano Pieces for David Tudor n. 1, 2, 3 (1960), performance;
- Invisible Poem Sent to Terry Jennings (1960), performance;
- Piano Pieces for Terry Riley n. 1, 2 (1960), performance;
- Target for Jasper Johns (1960), piano;
- Arabic Numeral (Any Integer) to H.F. (1960), piano(s), gong(s) o conjunts d'un mínim de 45 instruments del mateix timbre, o combinacions de les anteriors, o orquestra;
- Compositions 1961 #s 1–29 (1961), performance pieces;
- Young's Dorian Blues in B♭ (c. 1960 o 1961);
- Young's Dorian Blues in G (c. 1960-1961–present);
- Young's Aeolian Blues in B♭ (estiu de 1961);
- Death Chant (1961), veus masculines, carilló o campanes grans;
- Response to Henry Flynt Work Such That No One Knows What's Going On (c. 1962);
- [Improvisacions] (1962–64), saxòfon sopranino, bordons vocals, diversios instruments. Algunes de les realitzacions són: Bb Dorian Blues, The Fifth/Fourth Piece, ABABA, EbDEAD, The Overday, Early Tuesday Morning Blues, and Sunday Morning Blues;
- Poem on Dennis' Birthday (1962), instruments no especificats;
- The Four Dreams of China (The Harmonic Versions) (1962), que inclou The First Dream of China, The First Blossom of Spring, The First Dream of The High-Tension Line Stepdown Transformer, The Second Dream of The High-Tension Line Stepdown Transformer. Per a un conjunt amb un nombre múltiple de 4 d'instruments de timbre similar i d'altura determinada que puguin mantenir un so;
- Studies in The Bowed Disc (1963), gong;
- Pre-Tortoise Dream Music (1964), saxòfon sopranino, bordó vocal, violí, viola, ones sinusoidals;
- The Tortoise, His Dreams and Journeys (1964–present), veus, diversos instruments, ones sinusoidals. Algunes de les realitzacions són: Prelude to The Tortoise, The Tortoise Droning Selected Pitches from The Holy Numbers for The Two Black Tigers, The Green Tiger and The Hermit, The Tortoise Recalling The Drone of The Holy Numbers as They Were Revealed in The Dreams of The Whirlwind and The Obsidian Gong and Illuminated by The Sawmill, The Green Sawtooth Ocelot and The High-Tension Line Stepdown Transformer;
- The Well-Tuned Piano (1964–73/81–present). Cada realització és una composició independent amb el seu títol propi corresponent. Avui dia, n'existeixen més de 60 (la primera data de 1974 a Roma, i l'estrena americana és de 1975 a Nova York);
- Sunday Morning Dreams (1965), instruments d'altura determinada que puguin mantenir un so o ones sinusoidals;
- Composition 1965 $50 (1965), performance;
- Map of 49's Dream The Two Systems of Eleven Sets of Galactic Intervals Ornamental Lightyears Tracery (1966–present), veus, diversos instruments, ones sinusoidals;
- Bowed Mortar Relays (1964) (realització of Composition 1960 n. 9) [banda sonora per les pel·lícules "Eat", "Sleep", "Kiss", "Haircut"], cinta;
- The Two Systems of Eleven Categories (1966–present), obra teòrica;
- Chords from The Tortoise, His Dreams and Journeys (1967–present), ones sinusoidals. Una realització és Intervals and Triads from Map of 49's Dream The Two Systems of Eleven Sets of Galactic Intervals Ornamental Lightyears Tracery (1967). Ambient sonor;
- Robert C. Scull Commission (1967), ones sinusoidals;
- Claes and Patty Oldenburg Commission (1967), ones sinusoidals;
- Betty Freeman Commission (1967), caixa de so i llum, ambient sonor;
- Drift Studies (1967–present), ones sinusoidals;
- for Guitar (Just Intonation Version) (1978), guitarra;
- for Guitar Prelude and Postlude (1980), una o més guitarres;
- The Subsequent Dreams of China (1980), per a un conjunt amb un nombre múltiple de 8 d'instruments de timbre similar i d'altura determinada que puguin mantenir un so;
- The Gilbert B. Silverman Commission to Write, in Ten Words or Less, a Complete History of Fluxus Including Philosophy, Attitudes, Influences, Purposes (1981);
- Chords from The Well-Tuned Piano (1981–present), ambients sonors. Inclou: The Opening Chord (1981), The Magic Chord (1984), The Magic Opening Chord (1984);
- Trio for Strings (1983), versions per a quartet de corda, orquestra de corda, o conjunt de violí, viola, violoncel i contrabaix;
- Trio for Strings (1983), versió per a trio de cordes greus (1984), viola, violoncel, contrabaix;
- Trio for Strings (1983), versió per a sextet (1984);
- Trio for Strings (1983), versió per a octet de cordes (1984), 2 violins, 2 violes, 2 violoncels, 2 contrabaixos;
- Trio for Strings (1983), Postlude from The Subsequent Dreams of China (c. 1984), cordes fregades;
- The Melodic Versions (1984) of The Four Dreams of China (1962). Inclou: The First Dream of China, The First Blossom of Spring, The First Dream of The High-Tension Line Stepdown Transformer, The Second Dream of The High-Tension Line Stepdown Transformer, per a un conjunt amb un nombre múltiple de 4 d'instruments de timbre similar i d'altura determinada que puguin mantenir un so;
- The Melodic Versions (1984) of The Subsequent Dreams of China (1980). Inclou: The High-Tension Line Stepdown Transformer's Second Dream of The First Blossom of Spring, per a un conjunt amb un nombre múltiple de 8 d'instruments de timbre similar i d'altura determinada que puguin mantenir un so;
- The Big Dream (1984), ambient sonor;
- Orchestral Dreams (1985), orquestra;
- The Big Dream Symmetries n. 1–6 (1988), ambient sonor;
- The Symmetries in Prime Time from 144 to 112 with 119 (1989). Inclou: The Close Position Symmetry, The Symmetry Modeled on BDS # 1, The Symmetry Modeled on BDS # 4, The Symmetry Modeled on BDS # 7, The Romantic Symmetry, The Romantic Symmetry (over a 60 cycle base), The Great Romantic Symmetry, ambients sonors;
- The Lower Map of The Eleven's Division in The Romantic Symmetry (over a 60 cycle base) in Prime Time from 144 to 112 with 119 (1989–1990), ambient sonor amb instruments no especificats;
- The Prime Time Twins (1989–90). Inclou: The Prime Time Twins in The Ranges 144 to 112; 72 to 56 and 38 to 28; Including The Special Primes 1 and 2 (1989);
- The Prime Time Twins in The Ranges 576 to 448; 288 to 224; 144 to 112; 72 to 56; 36 to 28; with The Range Limits 576, 448, 288, 224, 144, 56 and 28 (1990), ambients sonors;
- Chronos Kristalla (1990), quartet de corda;
- The Young Prime Time Twins (1991). Inclou: The Young Prime Time Twins in The Ranges 2304 to 1792; 1152 to 896; 576 to 448; 288 to 224; 144 to 112; 72 to 56; 36 to 28; Including or Excluding The Range Limits 2304, 1792, 1152, 576, 448, 288, 224, 56 and 28 (1991);
- The Young Prime Time Twins in The Ranges 2304 to 1792; 1152 to 896; 576 to 448; 288 to 224; 144 to 112; 72 to 56; 36 to 28; 18 to 14; Including or Excluding The Range Limits 2304, 1792, 1152, 576, 448, 288, 224, 56, 28 and 18; and Including The Special Young Prime Twins Straddling The Range Limits 1152, 72 and 18 (1991);
- The Young Prime Time Twins in The Ranges 1152 to 896; 576 to 448; 288 to 224; 144 to 112; 72 to 56; 36 to 28; Including or Excluding The Range Limits 1152, 576, 448, 288, 224, 56 and 28; with One of The Inclusory Optional Bases: 7; 8; 14:8; 18:14:8; 18:16:14; 18:16:14:8; 9:7:4; or The Empty Base (1991), ambients sonors;
- The Symmetries in Prime Time from 288 to 224 with 279, 261 and 2 X 119 with One of The Inclusory Optional Bases: 7; 8; 14:8; 18:14:8; 18:16:14; 18:16:14:8; 9:7:4; or The Empty Base (1991–present). Inclou: The Symmetries in Prime Time When Centered above and below The Lowest Term Primes in The Range 288 to 224 with The Addition of 279 and 261 in Which The Half of The Symmetric Division Mapped above and Including 288 Consists of The Powers of 2 Multiplied by The Primes within The Ranges of 144 to 128, 72 to 64 and 36 to 32 Which Are Symmetrical to Those Primes in Lowest Terms in The Half of The Symmetric Division Mapped below and Including 224 within The Ranges 126 to 112, 63 to 56 and 31.5 to 28 with The Addition of 119 and with One of The Inclusory Optional Bases: 7; 8; 14:8; 18:14:8; 18:16:14; 18:16:14:8; 9:7:4; or The Empty Base (1991), ambients sonors;
- Annod (1953–55), 92 X 19 Version for Zeitgeist (1992), saxòfon alt, vibràfon, piano, contrabaix, bateria, incloent 92 XII 22 Two-Part Harmony and The 1992 XII Annod Backup Riffs;
- Just Charles & Cello in The Romantic Chord (2002–2003), violoncel, bordons de violoncels pre-gravats, disseny lumínic;
- Raga Sundara, vilampit khayal set in Raga Yaman Kalyan (2002–present), veus, diversos instruments, bordó de tambura;
- Trio for Strings (1958), Just Intonation Version (1984-2001-2005), 2 violins, 2 violes, 2 violoncels;